# Chauliognathus variegatipennis
Chauliognathus variegatipennis is een keversoort uit de familie soldaatjes (Cantharidae). De wetenschappelijke naam van de soort werd in 1846 gepubliceerd door Charles Émile Blanchard.